# Платоновка (Самарская область)
Платоновка — деревня Шигонского района Самарской области России. Входит в состав сельского поселения Подвалье.

## Название
Названо по личному имени помещика Платона Бекетова.

## География
Село расположено на ключе Акташке в 7,5 км от села Подвалье, 3,5 км от села Бекетовка Ульяновской области. Ближайшее село Сенькино, расположенное также на ключе Акташке в 3,0 км от Платоновки.

### Улицы
Колхозная улица 

Красноармейская улица 
 
Почтовая улица

## История
Село основано во второй половине XVII века. 
В 1900 году в Платоновке насчитывалось 52 двора, 210 душ мужского населения и 207 — женского. 

## Население
| 2010 |
| ---- |
| 78   |

## Инфраструктура
Личное подсобное хозяйство с зоной сельскохозяйственного использования, индивидуальная застройка усадебного типа.
Основа экономики — сельское хозяйство.
Школа грамоты существует с 1892 г., помещается в общественном здании.

## Достопримечательности
Обелиск воинам, погибшим в Великой Отечественной войне.

## Транспорт
Остановка общественного транспорта «Платоновка» в центре деревни. 